# Мукшур (Удмуртия)
Мукшур — деревня в Алнашском районе Удмуртии, входит в Ромашкинское сельское поселение. Находится в 4 км к юго-западу от села Алнаши и в 91 км к юго-западу от Ижевска.
Население на 1 января 2008 года — 131 человек.

## История
По итогам десятой ревизии в 1859 году в 11 дворах казённой деревни Мукшур Старый Елабужского уезда Вятской губернии проживало 26 жителей мужского и 29 женского пола. На 1914 год жители деревни Старый Мукшур числились прихожанами Свято-Троицкой церкви села Алнаши.
В 1921 году, в связи с образованием Вотской автономной области, деревня передана в состав Можгинского уезда. В 1924 году при укрупнении сельсоветов вошла в состав Кадиковского сельсовета Алнашской волости. В 1929 году упраздняется уездно-волостное административное деление и деревня причислена к Алнашскому району. 3 декабря 1933 года в деревне Мукшур образован колхоз «имени 17-го партсъезда».
В 1950 году в результате объединения колхозов «имени 17-го партсъезда» и «Байшур» (деревня Ромашкино) образован колхоз «имени Молотова», центральной усадьбой колхоза стала деревня Мукшур. Но уже в ноябре того же года колхоз «имени Молотова» упразднён и деревня Мукшур присоединена к объединённому колхозу «Большевик», с центральной усадьбой в селе Алнаши. А в 1951 году деревня перечислена в Алнашский сельсовет.
В 1991 году Алнашский сельсовет разделён на Алнашский и Ромашкинский сельсоветы, деревня передана в состав нового сельсовета. 16 ноября 2004 года Ромашкинский сельсовет был преобразован в муниципальное образование «Ромашкинское» и наделён статусом сельского поселения.

## Социальная инфраструктура
- Мукшурская начальная школа — 4 ученика в 2008 году[9]
- Мукшурский детский сад